# Obtectodiscus aquaticus
Obtectodiscus aquaticus är en svampart som beskrevs av E. Müll., Petrini & Samuels 1980. Obtectodiscus aquaticus ingår i släktet Obtectodiscus, ordningen disksvampar, klassen Leotiomycetes, divisionen sporsäcksvampar och riket svampar.   Inga underarter finns listade i Catalogue of Life.